# 克里斯托弗·埃布达格·阿贝贝
克里斯托弗·埃布达格·阿贝贝（Christopher Ebhodaghe Abebe，1919年—2018年3月22日），人称“阿贝贝爸爸”（Pa Abebe），是尼日利亚企业家，曾任尼日利亚联合非洲公司董事长兼总经理。他还担任过尼日利亚天主教圣穆隆巴骑士团的最高骑士。

## 生平
1919年，克里斯托弗·埃布达格·阿贝贝出生。他的长女斯特拉·奥巴桑乔是尼日利亚前总统奥卢塞贡·奥巴桑乔的妻子。
阿贝贝的整个职业生涯都在联合非洲公司度过。1935年，他开始在乌罗米担任会计。1951年，他在瓦里担任的劳工经理，是联合非洲公司中首位担任此职的非洲土著。1958年，他被任命为尼日利亚非洲员工发展和培训经理，并在1959年任命为尼日利亚的联合非洲公司董事会成员。1972年，他担任董事会副主席。1975年，担任主席兼总经理。
1980年，退休。1981年，荣获联邦共和国军官勋章。1996年至2000年，他担任圣穆伦巴骑士团的最高骑士。此外，他曾担任尼日利亚三所大学（贝宁大学、尼日利亚恩苏卡大学和卡拉巴尔大学）的副校长和理事会主席。
2018年3月22日，克里斯托弗·埃布达格·阿贝贝去世。